# Tephritis hungarica
Tephritis hungarica är en tvåvingeart som beskrevs av Erich Martin Hering 1937. Tephritis hungarica ingår i släktet Tephritis och familjen borrflugor. Inga underarter finns listade i Catalogue of Life.